# Lamprogaster decolor
Lamprogaster decolor är en tvåvingeart som beskrevs av Malloch 1939. Lamprogaster decolor ingår i släktet Lamprogaster och familjen bredmunsflugor. Inga underarter finns listade i Catalogue of Life.